# МТ-ЛБ
МТ-ЛБ (рус. Многоцелевой Тягач Лёгкий Бронированный, у преводу Вишенаменско лако оклопљено вучно возило) је совјетско вишенаменски амфибијски оклопни транспортер који је први пут приказан седамдесетих година 20. века. На западу је познат као M 1970.

## Верзије
- МТ-Л
  - МТ-ЛБ
    - МТ-ЛБВ Гусеничарска верзија ниског притиска са гусеницама од 565 mm чиме је постигнут притисак на тло од 0.27 килограма по квадратном сантиметру. Користи се у арктичким регијама уместо БМП и БТР возила.
    - МТ-ЛБУУ Командно возило са додатим радио-станицама, навигацијом и шаторским платном.
    - МТП-ЛБ Верзија за поправку без куполе.
    - ТТ-ЛБ M1975 Додат СНАР-10 артиљеријски/минобацачки локаторски радар.
    - МТ-ЛБу Извиђачка верзија.
    - МТ-ЛБус Возило за откривање високе фреквенције. Додат је Р-330П високофеквенцијски трагач.
    - МТ-ЛБТ Артиљеријски трактор.
    - МТ-ЛБ Санитер са носилима у задњем делу.
    - МТ-ЛБ Инжењеријски Кутија за алат на крову и сечиво на крају.
    - 9A34/9A35 Стрела-10 ПВО ракетно возило базирано на шасији МТ-ЛБ-а.
    - 9P149 са противоклопним ракетама AT-6.
    - 2С1 Гвоздика самоходна хаубица 122 mm.
    - ПКхМ Хемијско извиђачко возило.
    - И-52 Украјинско возило за полагање мина.

### Пољске варијанте
- МТЛБ - базична верзија
- 2С1 Goździk - самоходна хаубица 122 mm (такође лиценцирано)
- WEM Lotos - медицинско возило за евакуацију
- WPT Mors - возило за техничку подршку
- TRI Hors - инжењеријско возило
- TI Durian - инжењеријско возило
- TMN Kroton - возило за полагање мина
- WRE Przebiśnieg - возило за електронска и противелектронска дејства
- ZWD-1 Irys - командно возило
- ZWD-10R Łowcza - командно возило

## Корисници
- Азербејџан - 336
- Бангладеш - 134
- Белорусија - 70[1]
- Бугарска - 100
- Грузија - 66
- Ирак - 400
- Јерменија - непознат број
- Казахстан - 150
- Литванија - 8
- Молдавија - 60
- Нигер - 67
- Пољска - 15
- Русија - 4,800+
- Украјина - непознат број
- Финска - 102
- Шведска - 137
- Северна Македонија - 10
- Еритреја - 10